# Cristóbal (Panamá)
Cristóbal es un corregimiento y puerto del distrito de Colón en la provincia de Colón en Panamá. La localidad tiene 49 422 habitantes (2010). Se encuentra en el borde occidental de la isla de Manzanillo, en el lado Atlántico del Canal de Panamá.

## Historia temprana

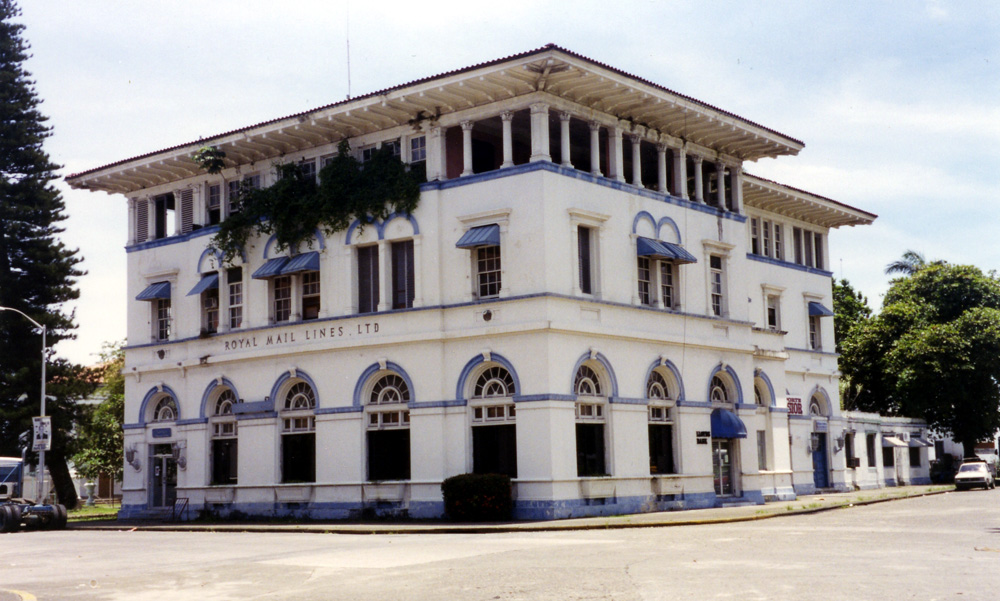
Edificio de las Reales Líneas de Correo.

Lo que llegó a ser conocido como Vieja Cristóbal, y que hoy en día consiste en el puerto de Cristóbal, fue construido por la Compañía del Ferrocarril de Panamá en la década de 1850 en el momento que se dragaron los 2,6 km² de pantano virgen en isla de Manzanillo para construir sus cuarteles y el puerto de llegada para los viajeros de ferrocarril. En la década de 1880, la Compañía Francesa del Canal Interoceánico llegó a instalarse en el lugar y encontró que el puerto de Colón (entonces Aspinwall) consistía en solo unas calles de ancho y de largo, mientras que el resto de la isla de Manzanillo aun era un pantano. Utilizaron la tierra extraída de su excavación del canal para crear un relleno sobre un arrecife de coral adyacente al área de Colón del Ferrocarril de Panamá. Esta nueva área, en la que los franceses construyeron sus instalaciones, fue llamada Christophe Colombe, forma francesa de Cristóbal Colón.
En 1904, después de la declaración de la independencia de Panamá de Colombia (respaldada por Estados Unidos), la Comisión del Canal estableció su sede provisional en Cristóbal. Para entonces, los Estados Unidos habían comprado los activos de la empresa francesa del Canal de Panamá y había asegurado uso y control de la Zona del Canal "a perpetuidad". Los activos del Ferrocarril de Panamá también cayeron bajo el control de la Zona del Canal, y sus instalaciones se convirtieron en parte de la ciudad Zona del Canal de Cristóbal.

## Zona del Canal

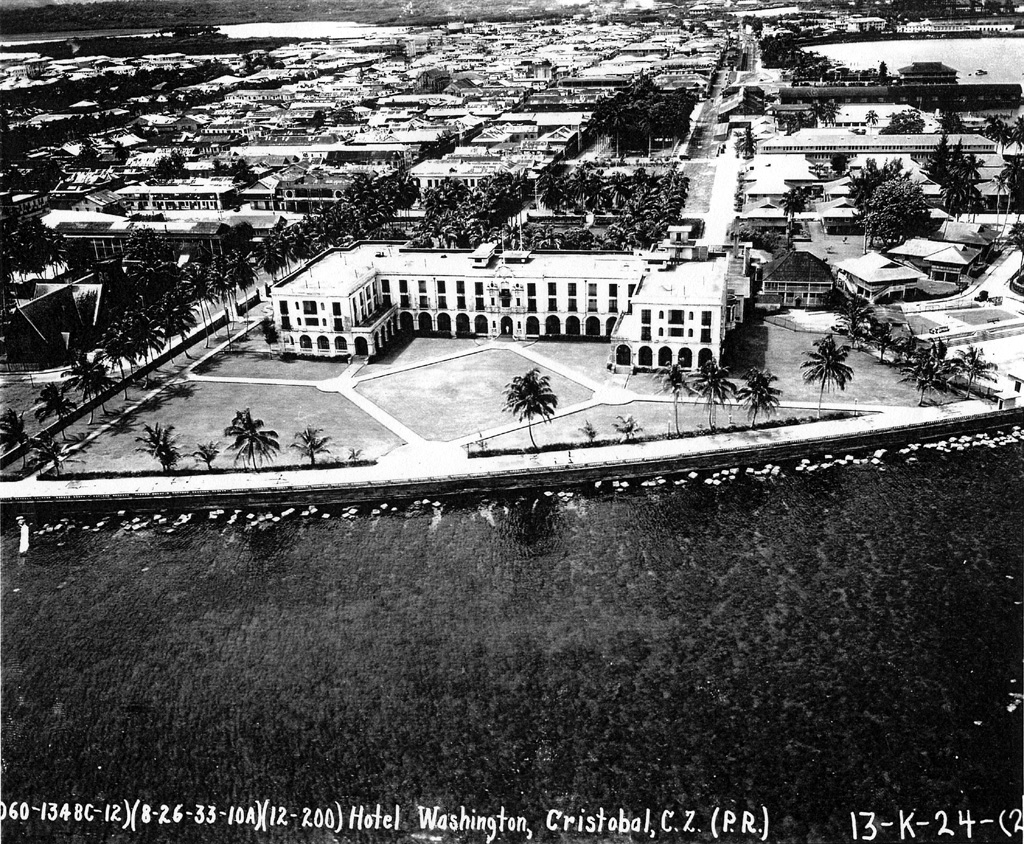
Hotel Washington en junio de 1938.

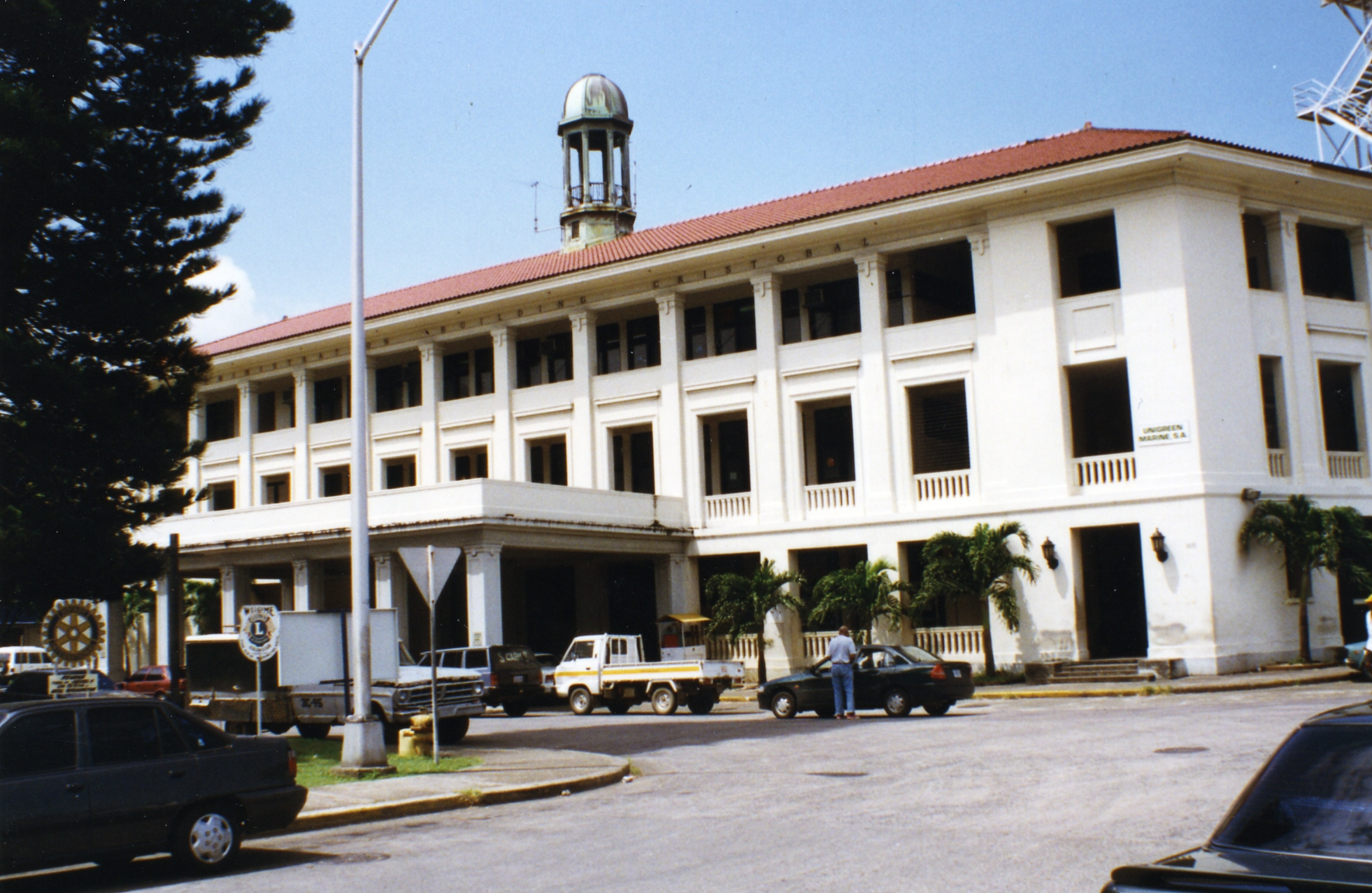
Edificio de administración de Cristóbal, julio de 1997.

En abril de 1906 Cristóbal tenía una población de 2101 habitantes, de los cuales 489 eran estadounidenses. Solo un año más tarde, la población se había remontado a 4000, una cuarta parte de los cuales eran estadounidenses. La construcción de obras para empleados de oro y de plata (términos que designaban respectivamente a los estadounidenses en su mayoría blancos y a los trabajadores panameños e indígenas que trabajaban en la construcción del canal) estaba en marcha y la zona urbanizada se amplió, aunque se alojaron a muchos solteros y empleados de plata en coches de caja dada la falta de suficientes viviendas en toda la Zona del Canal. También ese año, los antiguos hospitales franceses y del Ferrocarril de Panamá fueron renovados.
En 1907 fue fundado el Club de Mujeres de Cristóbal y también órdenes fraternales para hombres, incluyendo logias masónicas y elks. Comisarías y clubes fueron construidos. La construcción de viviendas e instalaciones se expandió hacia el norte. En 1913, el actual Hotel Washington fue construido en el sitio de un antiguo edificio del Ferrocarril de Panamá conocido como «Casa de Washington». Los cristobalitas finalmente tuvieron su propia comisaría, oficina de correos, policía, estación de bomberos y del ferrocarril, iglesias, clubes de yates, Legión Americana, varias logias fraternales y un templo masónico.
Después de la inauguración del Canal de Panamá fueron construidos grandes muelles en el puerto de Cristóbal y, poco después, las compañías navieras se trasladaron a la zona, que llegó a ser conocido como Steamship Row. Aproximadamente al mismo tiempo la punta noroeste de la isla de Manzanillo se convirtió en un puesto de artillería llamado «Fort De Lesseps», por lo que se necesitaban nuevas zonas de viviendas residenciales para los empleados estadounidenses. Esto requirió una nueva planificación de Cristóbal, que fue diseñado principalmente para la actividad portuaria, como sede de las agencias navieras, compañías cargueras, bancos, y ser el centro de la administración civil del lado Atlántico de la Zona del Canal. Una nueva sección residencial fue construido mediante la ampliación de Cristóbal a lo largo de la playa Colón, a través de otro relleno masivo de los pantanos del norte de isla de Manzanillo. Esta nueva área llegó a ser conocido como Nueva Cristóbal.
La construcción de Nueva Cristóbal progresó de 1917 hasta 1938, y el relleno en las zonas pantanosas más allá de Cristóbal permitieron también la expansión de la ciudad de Colón. Como parte de esta expansión, fue construida una nueva escuela primaria de Cristóbal en 1918 y el Cristóbal High School en 1933. Este período coincidió con la época de mayor prosperidad económica de Colón. Durante estos años el puerto de Cristóbal empleó a cerca de 2000 personas.
A mediados de la década de 1950 se vio la mayor transformación de Cristóbal. Entre estos cambios estaban el movimiento poblacional drástico de cristobalitas a nuevas áreas en Margarita y Coco Solo, y la redefinición de los límites territoriales redujo la extensión de la Zona del Canal en isla de Manzanillo. Estos cambios se produjeron como resultado de la construcción de la ciudad de Margarita, el tratado bilateral de 1955, y la transferencia por parte de la Marina de los Estados Unidos de su solitaria estación de Coco Solo al gobierno de la Zona del Canal. La población de Cristóbal se redujo a 562 en 1955, y la de Nueva Cristóbal a 1130.
A partir de finales de 1957, de conformidad con el Tratado de 1955, cinco extensiones de terreno que contabilizaban un total de 48,5 acres (19,6 hectáreas) en Cristóbal y toda Nueva Cristóbal fueron trasladados a la República de Panamá. La Cristóbal High School fue trasladada de Nueva Cristóbal a Coco Solo, y el hospital de Colón se trasladó desde la playa de Colón a un área al sur de Coco Solo y France Field, el Hotel Washington quedó bajo jurisdicción panameña, y las estaciones del Ferrocarril de Panamá en Cristóbal y Ciudad de Panamá fueron reubicadas. Muchas de las propiedades transferidas como resultado del Tratado de 1955 habían sido propiedad del Ferrocarril de Panamá por más de 100 años.
A principios de la década de 1960, Cristóbal era casi exclusivamente una zona comercial y social con pocos residentes. Cristóbal fue blanco de protestas antiestadounidenses en toda la década de 1960, y en particular después del incidente de la bandera ocurrido en Balboa en enero de 1964. Nueva Cristóbal y Fort De Lesseps, ahora parte de la República de Panamá, se convirtieron en las zonas más prestigiosas de los ciudadanos de Colón y para los ejecutivos de la refinería Bahía Las Minas. Otras áreas antiguas del ferrocarril finalmente cayeron en decadencia en los años 1970 y 1980, junto con la mayor parte del resto de la ciudad de Colón.
A partir de 1979, en cumplimiento de los Tratados Torrijos-Carter de 1977, la Zona del Canal fue abolida y el control de Estados Unidos sobre el Canal de Panamá y la Zona del Canal comenzó a ser transferido a la República de Panamá. Muchas zonas de Cristóbal estuvieron entre las primeros en ser trasladadas, como fue el Ferrocarril de Panamá que dejó de operar a mediados de la década de 1980 debido a la falta de mantenimiento. Su población en 1990 era de 15 178; su población en 2000 era de 37 426.

## Actualidad
Cristóbal ahora forma parte de la ciudad de Colón, aunque también es el nombre del distrito que abarca las porciones del Atlántico secundarias de la antigua Zona del Canal de Panamá. Hoy en día Cristóbal, al igual que gran parte de la ciudad de Colón, ha estado plagada de problemas de aumento de la delincuencia y la necesidad de mantenimiento; sin embargo, la arquitectura de gran parte de lo que antes se conocía como Steamship Row (las áreas alrededor de la Avenida Roosevelt, Terminal Street y Avenida Columbus) todavía se puede apreciar, aunque sólo sea por su importancia histórica. Área de Cristóbal Otros hitos como el Hotel Washington, la iglesia de Cristo por el mar, y la iglesia de Santa María de la Academia de Nuestra Señora de la Medalla Milagrosa están muy bien conservados y pueden ser de interés para los visitantes. A pesar de su condición, el puerto de Cristóbal está prosperando una vez más bajo la gestión privada mientras se enfrenta a la competencia de otros puertos de contenedores construidos alrededor de Coco Solo.